# Mexicaanse marine

Embleem van de Mexicaanse marine

De Mexicaanse marine is de tak van het Mexicaanse krijgswezen dat verantwoordelijk is voor operaties per zee. 
De marine bestaat uit 75.000 militairen en heeft de beschikking over 300 schepen en 70 vliegtuigen. Daar Mexico een lange kustlijn heeft, en een groot deel van haar inkomsten komen uit oliewinning in de Golf van Mexico, speelt de marine een belangrijke rol in de Mexicaanse landsverdediging. Naast de landsverdediging is hulp bieden na orkanen een belangrijke taak van de marine.
De Mexicaanse Marine wordt sinds 1941 bestuurd door het ministerie van marine; voorheen viel het onder het ministerie van oorlog. Huidig minister van marine is Mariano Francisco Saynez Mendoza. De Marine is opgedeeld in twee vloten; een voor de Grote Oceaan en een voor de Atlantische Oceaan.